# 入江要介
入江 要介（いりえ ようすけ）は、日本の尺八奏者、作曲家。桐朋学園大学短期大学部音楽専攻卒業。尺八師範。
世界各地50カ国以上で公演し、その作風から幻想尺八家と呼ばれている。発売曲は全て自ら作曲しソロ活動にこだわり活動を行う。
フランス・パリファッションブランド「IRIE」「IRIE WASH」創立者・入江末男は叔父である。

## 略歴
幼少より尺八に親しみ、筝師範の母、尺八師範の祖父、ファッションデザイナーの叔父を持つ環境で芸術に触れて育った。世界三大映画祭のひとつベルリン国際映画祭の受賞作に出演。ローマ教皇庁枢機卿御前演奏。バチカン城壁内で公演を許されローマ教皇庁から全世界へ発行される機関誌に掲載された。ウィーン国連に招かれ演奏。
大統領官邸演奏、G20記念事業、世界遺産での招待演奏や、王族の式典、政府叙勲式典での演奏を行った。オックスフォード大学公式公演。ノルウェー最大の大学に客員講師として招待された。邦楽コンクール独奏部門で第1位最優秀金賞を受賞した。ヨーロッパ各地で自作品のオーケストラ公演を成功させた。
これまでに、ニューヨーク、ワシントン、フランス、イタリア、スイス、イギリス、ロシア、ドイツ、ベルギー、アイスランド、モナコ、ドバイ、フィンランド、スウェーデン、オーストラリア他多くの国々でソロ演奏を行った。

## エピソード
- 爆笑問題・太田光に誘われて一緒に風呂に入った事がある[11]。
- お笑い芸人達との旅行の際、爆笑問題・田中裕二がふざけて入江の目の前に股間を突き出し、田中裕二の男性器を見た事がある[11]。
- X JAPANのSUGIZOと共に映画TOKYOデシベルの音楽に携わり主題曲を演奏した[12]。

## 主な活動歴

### 主な受賞歴・表彰歴
- 邦楽コンクール 独奏部門 第1位 最優秀金賞 受賞。
- 日本海学音楽祭創作コンクール 第1位最優秀賞 受賞。
- アメリカにて政府公館より感謝状を授与。
- タヒチ大統領より感謝状を授与。
- リトアニア大公国にて市長から感謝状を授与。
- 読売新聞社賞を受賞。

### 主なメディア・映画出演歴
- ベルリン国際映画祭受賞作映画｢フクシマ・モナムール｣
- バチカン市国政府機関紙「L’Osservatore Romano」
- 全国公開映画「TOKYOデシベル」
- 日本テレビ「スター☆ドラフト会議」
- フジテレビ「めざましテレビ」「初おろシアム」
- 朝日放送テレビ「おはよう朝日です」特集
- NHKニュース
- NHK-FM放送「邦楽のひととき」
- スポーツ報知掲載
- 雑誌「ザ・テレビジョン」「週刊TVガイド」
- イタリア情報番組「ROME REPORTS」
- フィンランド雑誌「JAPAN POP」
- スイス新聞「HÖFNER VOLKSBLATT」
- ベルギー映画「SILENT VISITORS」
- ブルガリア国営ラジオ「ラジオ・ソフィア」
- スペインテレビ番組「Giralda TV」
- エストニア共和国国営ラジオ 「Raadio4」
- アルメニア共和国テレビ番組「Evening Yerevan」
- マルタ共和国ラジオ番組「ONE Radio 92.7」
- クロアチア国営テレビ「Dobro jutro hrvatska」
- ベラルーシ共和国テレビ番組「MIHCK　TV」
- トルコ国営テレビ「TRT」
- トルコ新聞「Hurriyet」
- スリランカテレビ番組「ITN NEWS」
- メキシコ政府国営テレビ「Canal 22」
- ルーマニア国テレビ番組「Digi24」「Antena1」
- ボスニアヘルツェゴビナ国テレビ番組 ｢FTV emisija kulturno｣
- タヒチテレビ番組「LE JOURNAL」
- 内モンゴルTV番組「News」
- コソボテレビ「RTK」
- アルバニア共和国テレビ番組「VIZION PLUS TV」
- アゼルバイジャン共和国テレビ「AzTV」

### 作品・アルバムCD
1. フェノメノン・オブ・ジ・アース
2. 世界樹
3. ミソロギア
4. つむりのそら